# Анаболизм
Анаболи́зм (от греч. ἀναβολή, «подъём»), также пластический обмен, или ассимиляция — совокупность химических процессов, составляющих одну из сторон обмена веществ в организме, направленных на образование высокомолекулярных соединений.
Анаболизм взаимосвязан с противоположным процессом — катаболизмом, так как продукты распада различных соединений могут вновь использоваться при анаболизме, образуя в иных сочетаниях новые вещества. Процессы анаболизма, происходящие в зелёных растениях с поглощением энергии солнечных лучей (см. Фотосинтез), имеют большое значение для поддержания жизни на планетарном уровне, играя решающую роль в синтезе органических веществ из неорганических. Анаболизм включает процессы синтеза аминокислот, моносахаридов, жирных кислот, нуклеотидов, полисахаридов, макромолекул белков, нуклеиновых кислот, АТФ.
В результате пластического обмена из питательных веществ, поступающих в клетку, строятся свойственные организму белки, жиры, углеводы, которые, в свою очередь, идут уже на создание новых клеток, их органелл, межклеточного вещества.